# 捷尔任斯基农村居民点
捷尔任斯基农村居民点（俄语：Дзержинское сельское поселение）是俄罗斯联邦沃罗涅日州卡希尔斯科耶区所属的一个农村居民点。其下辖有2个居民点，行政中心为捷尔任斯基。据2016年统计，该农村居民点的人口为1899人。